# In the Wake of Determination
In the Wake of Determination è il secondo album del gruppo musicale statunitense Story of the Year; è stato pubblicato l'11 ottobre 2005.

## Tracce
1. We Don't Care Anymore - 03:31
2. Take Me Back - 04:07
3. Our Time Is Now - 04:08
4. Taste the Poison - 03:44
5. Stereo - 03:31
6. Five Against the World - 03:13
7. Sleep - 04:13
8. Meathead - 02:25
9. March of the Dead - 03:49
10. Pay Your Enemy - 03:09
11. Wake Up the Voiceless - 04:18
12. "Is This My Fate?" He Asked Them - 05:15